# Junior (Kinderzeitschrift)
JUNIOR ist eine Kundenzeitschrift für Kinder, die in Deutschland, Österreich und der Schweiz vertrieben wird. Verschiedene Branchen setzen sie als Kundengeschenk für Kinder und deren Familie ein. In Deutschland wird JUNIOR in einer Apothekenausgabe hauptsächlich über Apotheken und in einer Optiker-Ausgabe von Augenoptikern abgegeben.

## Geschichte
JUNIOR wurde im November 1951 vom Schweizer Hans-Rudolf Hug, dem Großvater der heutigen Verlagsleiterin Julia Hug, erfunden. Intention der kleinformatigen Zeitschrift war es, Einzelhändlern ein Geschenk für Kinder zu geben, das einen Gegenpol zu den aufkommenden Comics bilden sollte. Bildung, Erziehung und Moral waren in den ersten Ausgaben des JUNIOR die Schwerpunkte.

## Comics
Die Kinderzeitschrift veröffentlicht regelmässig folgende Comics:
| Name                | Zeichner                                       | Handlung |
| ------------------- | ---------------------------------------------- | --- |
| Junior und Klexx    | Beat Sigel, seit 2020 Olli Sasse               | Die Titelfigur Junior und ihr bunter Hund Klexx erleben gemeinsame Abenteuer, die mit dem magischen Knochen oft zu Verwirrungen führen.                                 |
| Die Borstels        | Jörg Peter                                     | Eine Familie auf dem Lande, deren Tochter Trixi im Zentrum steht und den tollpatschigen, aber genialen Erfindervater Willibald bei seinen verrückten Ideen unterstützt. |
| Das Streichquartett | Riccardo Rinaldi, seit dessen Tod Ivica Litric | Oma, Opa, Julia und Jan spielen sich gegenseitig Streiche. |
| Die Krimi Gäng      |                                                | Die Kinderdetektive Lia & Lu ermitteln, der Leser muss dabei selbst auf die Lösung kommen.                                                                              |
| Fell & Federn       | Odenthal Illustration GbR                      | Hund Barky, Katze Alice und Vogel Elvis erleben zusammen haarsträubende Abenteuer.                                                                                      |
| Zeit auf Rezept     | Olli Sasse                                     | Das rosa Kaninchen Herr Maier, der Apotheker Onkel Konrad und Leni helfen Menschen bei kleinen Wehwehchen.                                                              |

In früheren Zeiten wurden Comics mit der von Edith Oppenheim-Jonas erfundenen Figur Papa Moll veröffentlicht; daneben waren phasenweise auch kurze Popeye-Strips und "Henry" von Carl Anderson vertreten.

## Auflage
Mit knapp 1 Million Exemplaren pro Monat (IVW geprüft) zählt JUNIOR zu den auflagenstärksten Publikationen für Kinder in Europa.